# Superman, l'Ange de Metropolis
Pour les articles homonymes, voir Superman (homonymie).
Batman, la série animée Batman, les nouvelles aventures
Superman, l'Ange de Metropolis (Superman ou Superman: The Animated Series) est une série télévisée d'animation américaine en 54 épisodes de 25 minutes, produite par Warner Bros. Pictures et diffusée entre le 6 septembre 1996 et le 12 février 2000 dans le bloc de programmation Kids' WB.
En France, la série a été diffusée à partir du 1er mars 1997 sur Canal+ et rediffusée sur France 3 et Cartoon Network puis sur Boing et aujourd'hui sur Toonami.

## Synopsis
La planète Krypton est menacée de destruction. Sachant que tous les kryptoniens sont condamnés, le savant Jor-El et son épouse décident de sauver leur bébé en le plaçant dans une navette spatiale. Après un long voyage, le jeune Kal-El arrive sur Terre où il est recueilli par les Kent, un couple de fermiers. Le jeune kryptonien grandit sous le nom de Clark et se découvre des pouvoirs : la capacité de voler, de voir à travers les murs, d'envoyer des rayons laser par ses yeux, de se déplacer à grande vitesse, de produire un super-souffle, d'entendre des bruits, conversations à de longues distances et surtout une force colossale. Devenu adulte, Clark quitte la petite Smallville pour rejoindre Metropolis où il intègre la rédaction du Daily Planet en tant que journaliste. Une place de choix qui lui permet d'être au courant de la moindre menace et de revêtir discrètement son autre tenue : celle de Superman, alias l'Homme d'Acier ! Très vite, Superman trouve une alliée en la personne de Lois Lane, journaliste intègre mais parfois hautaine, qui tombe amoureuse du super-héros tout en ignorant que celui-ci et son collègue Clark Kent (qu'elle "snobe" un peu) ne sont qu'une seule et même personne…

## Distribution

### Personnages principaux
- Tim Daly (V. F. : Emmanuel Jacomy) : Superman / Clark Kent
- Dana Delany (V. F. : Véronique Augereau) : Lois Lane

### Personnages secondaires
- David Kaufman (en) (V. F. : Christophe Lemoine) : Jimmy Olsen
- Lauren Tom (V. F. : Emmanuelle Bondeville) : Angela Chen
- Joseph Bologna (V. F. : Michel Muller) : Inspecteur Dan Turpin
- Mike Farrell (V. F. : Joël Martineau) : Jonathan Kent
- Shelley Fabares (V. F. : Caroline Beaune) : Martha Kent
- Nicholle Tom (V. F. : Laura Blanc puis Dorothée Pousséo) : Supergirl / Kara
- Jason Marsden (V. F. : Damien Boisseau) : Clark Kent adolescent
- George Dzundza (V. F. : Michel Muller puis Mario Santini) : Perry White
- Victor Brandt (en) (V. F. : Igor De Savitch, Christian Pelissier, Michel Vigné) :  Professeur Emil Hamilton (en)
- Joanna Cassidy (V. F. : Sophie Deschaumes) : Maggie Sawyer
- Joely Fisher (V. F. : Magali Barney, Sybille Tureau, Laurence Crouzet) : Lana Lang
- Kelly Schmidt (en) (V. F. : Magali Barney puis Laurence Crouzet) : Lana Lang adolescente
- Christopher McDonald (V. F. : Guy Chapelier) : Jor-El
- Finola Hughes (V. F. : Frédérique Tirmont) : Lara
- Michael Dorn (V. F. : Bernard Métraux puis Joël Martineau) : Steel / John Henry Irons
- Brad Garrett (V. F. : Joël Martineau, Marc Perez, Bruno Dubernat, Mario Santini, Jean-Claude Sachot, Marc Alfos) : Bibbo Bibbowski (en)
- Charles Napier (V. F. : Jean-Michel Farcy puis Michel Vigné) : Général Hardcastle

### Les ennemis
- Clancy Brown (V. F. : Alain Dorval) : Lex Luthor
- Corey Burton (V. F. : Jean-Luc Kayser) : Brainiac
- Michael Ironside (V. F. : Marc de Georgi) : Darkseid
- Malcolm McDowell (V. F. : Jean-Louis Faure, Bruno Dubernat, Vincent Violette) : Metallo / John Corben
- Lisa Edelstein (V. F. : Emmanuelle Bondeville) : Mercy Graves (en)
- Bruce Weitz (V. F. : Mario Santini & Christian Pelissier) : Bruno Mannheim
- Tim Daly (V. F. : Emmanuel Jacomy) : Bizarro
- Brion James (V. F. : Bruno Choël) : Le Parasite / Rudy Jones
- Bud Cort (V. F. : Vincent Ropion & Philippe Peythieu) : Toyman / Winslow Schott Jr.
- Gilbert Gottfried (VF : Gérard Surugue) : Mr Mxyztplk
- Ron Perlman (V. F. : Joël Martineau) : Jax-Ur
- Leslie Easterbrook puis Sarah Douglas (V. F. : Céline Monsarrat) : Mala
- Michael Dorn (V. F. : Marc Alfos & Michel Vigné) : Kalibak
- Edward Asner (V. F. : Olivier Proust & Gérard Surugue) : Mamie Bonheur
- Brad Garrett (V. F. : Pascal Renwick & Marc Alfos) : Lobo
- Lori Petty (V. F. : Magali Barney) : Leslie Willi / Livewire
- Robert Hays (V. F. : Vincent Ropion) : Edward Lytener / Luminus (en)
- Peri Gilpin (V. F. : Laurence Crouzet & Kelvine Dumour) : Claire Selton / Volcana (en)
- Eddie Barth (en) (V. F. : Bernard Métraux) : Inspecteur Kurt Bowman

### Les héros invités
- Kevin Conroy (V. F. : Richard Darbois) : Batman / Bruce Wayne
- Charlie Schlatter (V. F. : Bernard Métraux) : Wally West / Flash
- Michael P. Greco (V. F. : Mark Lesser) : Kyle Rayner / Green Lantern
- Miguel Ferrer (V. F. : Vincent Ropion) : Aquaman
- Mathew Valencia (en) (V. F. : Alexis Tomassian) : Robin / Tim Drake
- George Del Hoyo (en) (V. F. : Vincent Ropion) : Docteur Fate
- Steve Sandor (en) (V. F. : Jean-Bernard Guillard) : Orion
- Jason Priestley (V. F. : Mark Lesser) : Chameleon Boy / Reep Daggle (en)
- Chad Lowe (V. F. : Charles Pestel) : Cosmic Boy
- Melissa Joan Hart (V. F. : Sybille Tureau) : Saturn Girl

### Les vilains invités
- Mark Hamill (V. F. : Pierre Hatet) : Le Joker
- Arleen Sorkin (V. F. : Kelvine Dumour) : Harley Quinn
- Paul Williams  (V. F. : Philippe Peythieu) : Oswald Cobblepot / Le Pingouin
- John Glover (V. F. : Philippe Peythieu) : Edward Nygma / l'Homme Mystère (The Riddler)
- Roddy McDowall (V. F. : Marc Perez) : Dr Jervis Tetch / le Chapelier fou
- Henry Silva (V. F. : Jean-Claude Sachot) : Bane
- Miguel Ferrer (V. F. : Bruno Dubernat) : Mark Mardon / Weather Wizard (en)
- Ted Levine (V. F. : Michel Vigné) : Sinestro
- David Warner (V. F. : Bernard Métraux) : Ra's al Ghul
- Olivia Hussey (V. F. : Laurence Crouzet) : Talia al Ghul
- Charity James : Roxy Rocket (en)

## Épisodes

### Première saison (1996-1997)
1. Le Fils de Krypton (1re partie) (The Last Son of Krypton, Part 1)
2. Le Fils de Krypton (2e partie) (The Last Son of Krypton, Part 2)
3. Le Fils de Krypton (3e partie) (The Last Son of Krypton, Part 3)
4. Toyman (Fun and Games)
5. Souvenir de Krypton (A Little Piece of Home)
6. Le Parasite (Feeding Time)
7. Metallo (The Way of all Flesh)
8. Souvenirs volés (Stolen Memories)
9. Le Motard du cosmos (1re partie) (The Main Man, Part 1)
10. Le Motard du cosmos (2e partie) (The Main Man, Part 2)
11. My Girl (My Girl)
12. Armes diaboliques (Tools of the Trade)
13. Deux en un (Two's A Crowd)

### Deuxième saison (1997-1998)
1. Les Survivants du passé (1re partie) (Blast from the Past, Part 1)
2. Les Survivants du passé (2e partie) (Blast from the Past, Part 2)
3. Le Prométhéon (The Prometheon)
4. Électra (Livewire)
5. Duo d'enfer (Speed Demons)
6. Crise d'identité (Identity Crisis)
7. La Cible (Target)
8. Renaissance (Action Figures)
9. Mxyzptlk (Mxyzpixilated)
10. Double Dose (Double Dose)
11. Énergie solaire (Solar Power)
12. Drôle de singe (Monkey Fun)
13. Qu'est devenue Metropolis ? (Brave New Metropolis)
14. Le Revenant (Ghost In The Machine)
15. La Fête des pères (Father's Day)
16. Nec Plus Ultra (1re partie) (World's Finest, Part 1)
17. Nec Plus Ultra (2e partie) (World's Finest, Part 2)
18. Nec Plus Ultra (3e partie) (World's Finest, Part 3)
19. La Main du destin (Hand of Fate)
20. Le Monde Bizarro (Bizarro's World)
21. Prototype (Prototype)
22. Feu Monsieur Kent (The Late Mr. Kent)
23. Les Hommes de fer (Heavy Metal)
24. Maxima la Reine guerrière (Warrior Queen)
25. Centrale nucléaire (1re partie) (Apokolips...Now! Part 1)
26. Centrale nucléaire (2e partie) (Apokolips...Now! Part 2)
27. La Petite Fille perdue (1re partie) (Little Girl Lost, Part 1)
28. La Petite Fille perdue (2e partie) (Little Girl Lost, Part 2)

### Troisième saison (1998-2000)
1. Pas de fumée sans feu (Where There's Smoke)
2. Héros par intérim (Knight Time)
3. Les Nouveaux venus (New Kids In Town)
4. Obsession (Obsession)
5. Le Faux Ami (Little Big Head Man)
6. Pouvoir absolu (Absolute Power)
7. Les Gardiens de l'univers (In Brightest Day)
8. Le Copain de Superman (Superman's Pal)
9. Un héros venu d'ailleurs (A Fish Story)
10. Unité (Unity)
11. La Renaissance du Démon (The Demon Reborn)
12. Le Fils prodigue (1re partie) (Legacy, Part 1)
13. Le Fils prodigue (2e partie) (Legacy, Part 2)

## Production
La série est créée par Bruce Timm et son équipe, 1 an après l'arrêt de la diffusion de la série Batman de 1992.
La série contient un crossover avec la série Batman diffusée en parallèle à partir de 1997 qui marque le véritable début du DC Animated Universe, un univers partagé composé de plusieurs séries, films, jeux vidéo et comics. Ainsi, l'épisode World's Finest voit Batman et Superman collaborer ensemble. Cet univers se clôturera en 2006, après le dernier épisode de la série Justice League.

### Personnages
Les traits de Dan Turpin est un hommage au dessinateur Jack Kirby. Lors de la scène de l'enterrement de l'épisode Apokolips... Now!, se trouvent les Quatre Fantastiques, Nick Fury ainsi que le scénariste Stan Lee. Ils ont par la suite disparu du montage.
Lex Luthor doit son apparence au méchant Ernst Stavro Blofeld, interprété par Telly Savalas dans Au service secret de Sa Majesté, sixième opus de la série des films mettant en scène James Bond.
Mercy Graves (en) et Livewire Livewire ont été créés pour la série.
Délaissant l'aspect réaliste de la série de 1992, la série montre de nombreux personnages d'autres univers comme Kyle Rayner / Green Lantern ou Aquaman.

### Choix des interprètes
Comme pour la série Batman, les comédiens ont été dirigés par Andrea Romano (en) . 
L'interprète de Superman, Tim Daly est connu à l'époque pour jouer Joe Hackett, l'un des rôles principaux de la série Wings diffusée à partir de 1990 jusqu'en 1997, soit 1 an après le lancement de Superman.
Dana Delany avait interprété Andrea Beaumont dans le film Batman contre le fantôme masqué,. Elle cite la prestation de Rosalind Russell pour le rôle de la journaliste Hildegaard « Hildy » Johnson dans le film La Dame du vendredi de  Howard Hawks comme inspiration. Elle n'est pas la seule à revenir dans un autre rôle, puisque Ron Perlman et Ed Asner, les interprètes respectifs de Gueule d'Argile et Roland Dagget dans la série Batman de 1992, interprètent Jax-Ur et Mamie Bonheur.
Clancy Brown qui interpréte Lex Luthor a auditionné pour le rôle de Superman,.

## Postérité
En 2006, six ans après l'arrêt de la série et dans la foulée de l'engouement pour le super-héros de Metropolis à la suite de la sortie de Superman Returns, un film vidéo, Superman: Brainiac Attacks, a vu le jour. Bien que reprenant l'identité visuelle de la série et que Tim Daly prête de nouveau sa voix à Superman, le film ne se déroule pas dans la même continuité.
En 2021, dans le film Space Jam : Nouvelle Ère, l'univers de Superman est repris à partir de cette série.